# Meridiano X
El Meridiano X (o Meridiano Décimo) se refiere en la Argentina al meridiano que se encuentra a diez grados al oeste del meridiano de Buenos Aires, marcando parte del límite territorial entre las provincias de Mendoza y de La Pampa, y también parte del límite geográfico entre las provincias de Neuquén y de Río Negro.

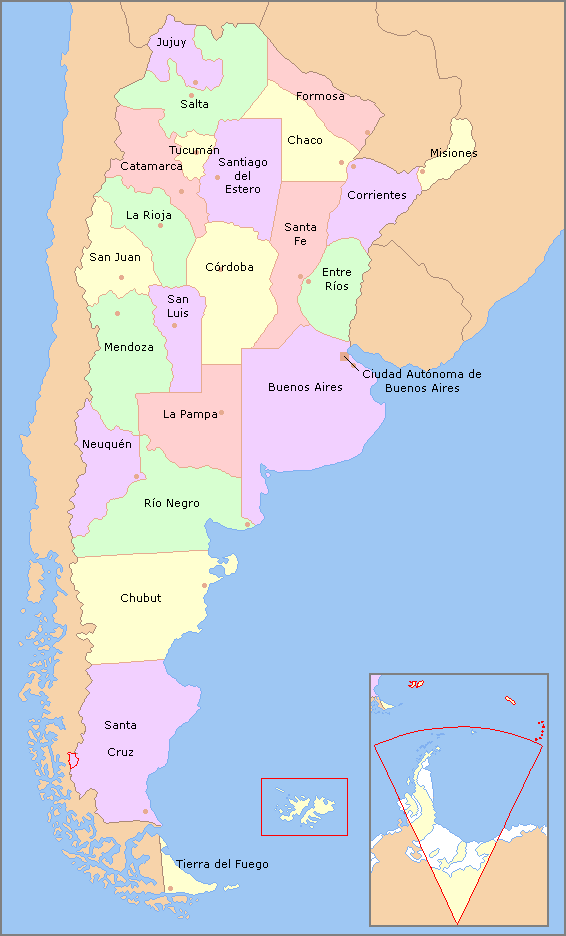
Mapa de la Argentina, con sus provincias.

A nivel global, esa línea de longitud se extiende desde el Polo Norte cruzando el Océano Ártico, Norteamérica, el Océano Atlántico, el Mar Caribe, Sudamérica, y la Antártida hasta llegar al Polo Sur.

## Historia
La importancia de este meridiano argentino radica en que, a partir de la ley 947 de 1878, de la ley 1.532 de 1884, y de otras normas complementarias, se lo empleó para definir los límites de varios territorios nacionales del país, que más tarde se convertirían en  provincias argentinas. 
Como además de la falta de definición explícita del meridiano de Buenos Aires, la determinación de la longitud geográfica ofrecía ciertos errores de medición en el pasado, la demarcación del Meridiano X en el terreno ha dado lugar a distintos conflictos de límites entre las provincias citadas anteriormente.